# Saint-Savinien
Saint-Savinien és un municipi francès situat al departament del Charente Marítim i a la regió de la Nova Aquitània. L'any 2007 tenia 2.372 habitants.

## Demografia

### Població
El 2007 la població de fet de Saint-Savinien era de 2.372 persones. Hi havia 1.076 famílies de les quals 383 eren unipersonals (133 homes vivint sols i 250 dones vivint soles), 398 parelles sense fills, 254 parelles amb fills i 41 famílies monoparentals amb fills.
La població ha evolucionat segons el següent gràfic:
Habitants censats

### Habitatges
El 2007 hi havia 1.441 habitatges, 1.126 eren l'habitatge principal de la família, 223 eren segones residències i 92 estaven desocupats. 1.286 eren cases i 105 eren apartaments. Dels 1.126 habitatges principals, 790 estaven ocupats pels seus propietaris, 303 estaven llogats i ocupats pels llogaters i 33 estaven cedits a títol gratuït; 66 tenien una cambra, 99 en tenien dues, 181 en tenien tres, 292 en tenien quatre i 488 en tenien cinc o més. 767 habitatges disposaven pel capbaix d'una plaça de pàrquing. A 518 habitatges hi havia un automòbil i a 406 n'hi havia dos o més.

### Piràmide de població
La piràmide de població per edats i sexe el 2009 era:
| Homes | Edats   | Dones |
| ----- | ------- | ----- |
| 4     | 95 o +  | 12    |
| 4     | 90 a 94 | 16    |
| 28    | 85 a 89 | 52    |
| 12    | 80 a 84 | 48    |
| 48    | 75 a 79 | 36    |
| 56    | 70 a 74 | 72    |
| 92    | 65 a 69 | 84    |
| 68    | 60 a 64 | 88    |
| 44    | 55 a 59 | 68    |
| 72    | 50 a 54 | 116   |
| 80    | 45 a 49 | 68    |
| 88    | 40 a 44 | 64    |
| 108   | 35 a 39 | 64    |
| 56    | 30 a 34 | 88    |
| 72    | 25 a 29 | 64    |
| 64    | 20 a 24 | 40    |
| 72    | 15 a 19 | 52    |
| 100   | 10 a 14 | 52    |
| 84    | 5 a 9   | 36    |
| 44    | 0 a 4   | 36    |

## Economia
El 2007 la població en edat de treballar era de 1.390 persones, 978 eren actives i 412 eren inactives. De les 978 persones actives 849 estaven ocupades (464 homes i 385 dones) i 129 estaven aturades (69 homes i 60 dones). De les 412 persones inactives 176 estaven jubilades, 79 estaven estudiant i 157 estaven classificades com a «altres inactius».

### Ingressos
El 2009 a Saint-Savinien hi havia 1.109 unitats fiscals que integraven 2.394,5 persones, la mediana anual d'ingressos fiscals per persona era de 15.590 €.

### Activitats econòmiques
Dels 136 establiments que hi havia el 2007, 1 era d'una empresa extractiva, 7 d'empreses alimentàries, 8 d'empreses de fabricació d'altres productes industrials, 16 d'empreses de construcció, 36 d'empreses de comerç i reparació d'automòbils, 7 d'empreses de transport, 5 d'empreses d'hostatgeria i restauració, 1 d'una empresa d'informació i comunicació, 8 d'empreses financeres, 9 d'empreses immobiliàries, 15 d'empreses de serveis, 16 d'entitats de l'administració pública i 7 d'empreses classificades com a «altres activitats de serveis».
Dels 45 establiments de servei als particulars que hi havia el 2009, 1 era una oficina d'administració d'Hisenda pública, 1 gendarmeria, 1 oficina de correu, 3 oficines bancàries, 1 funerària, 5 tallers de reparació d'automòbils i de material agrícola, 1 taller d'inspecció tècnica de vehicles, 2 autoescoles, 4 paletes, 4 guixaires pintors, 2 fusteries, 2 lampisteries, 3 electricistes, 1 empresa de construcció, 5 perruqueries, 1 veterinari, 2 restaurants, 5 agències immobiliàries i 1 saló de bellesa.
Dels 21 establiments comercials que hi havia el 2009, 1 era un supermercat, 2 botiges de menys de 120 m², 5 fleques, 3 carnisseries, 1 una peixateria, 2 llibreries, 1 una botiga de roba, 1 una botiga d'electrodomèstics, 1 una botiga de material esportiu, 1 un drogueria i 3 floristeries.
L'any 2000 a Saint-Savinien hi havia 72 explotacions agrícoles que ocupaven un total de 2.560 hectàrees.

## Equipaments sanitaris i escolars
El 2009 hi havia 2 farmàcies i 1 ambulància.
El 2009 hi havia 1 escola maternal i 1 escola elemental. Saint-Savinien disposava d'un col·legi d'educació secundària amb 337 alumnes.

## Poblacions més properes
El següent diagrama mostra les poblacions més properes.